# Harcerskie Muzeum Etnograficzne
Harcerskie Muzeum Etnograficzne – muzeum w Katowicach-Brynowie, założone i prowadzone przez harcerzy z IV Szczepu Harcerskiego ZHP im. Obrońców Katowic. Eksponaty do Muzeum zdobywają harcerze podczas zwiadów etnograficznych w trakcie obozów i biwaków. Zdobyte eksponaty to głównie przedmioty użytkowe z terenów Górnego Śląska, Beskidu, Spiszu, Orawy i Kaszub.
Założycielami muzeum są harcmistrz Leszek Piasecki i harcmistrz Andrzej Kubicki.

## Cele
Celem Harcerskiego Muzeum jest:
- trwała ochrona dóbr kultury związanych z folklorem,
- informowanie o wartościach i treściach gromadzonych zbiorów,
- kształtowanie wartości poznawczych oraz umożliwienie kontaktu ze zbiorami,
- wychowanie patriotyczne, estetyczne, intelektualne, społeczne oraz obywatelskie młodzieży.

## Zwiedzanie
Harcerskie Muzeum Etnograficzne jest muzeum dostępnym dla wszystkich. Zwiedzać muzeum można grupą lub indywidualnie. Na zwiedzanie trzeba się umówić z komendantem szczepu.

## Siedziba
Harcerskie Muzeum Etnograficzne mieści się w budynku Szkoły Podstawowej nr 11 im. Tadeusza Kościuszki w Katowicach.

## Władze
Pieczę nad Harcerskim Muzeum Etnograficznym sprawuje komenda IV Szczepu Harcerskiego im. Obrońców Katowic w Katowicach. Aktualną komendantką szczepu jest druhna podharcmistrz Olga Wazowska, a jej zastępcą podharcmistrz Krzysztof Kasperek.

## Galeria

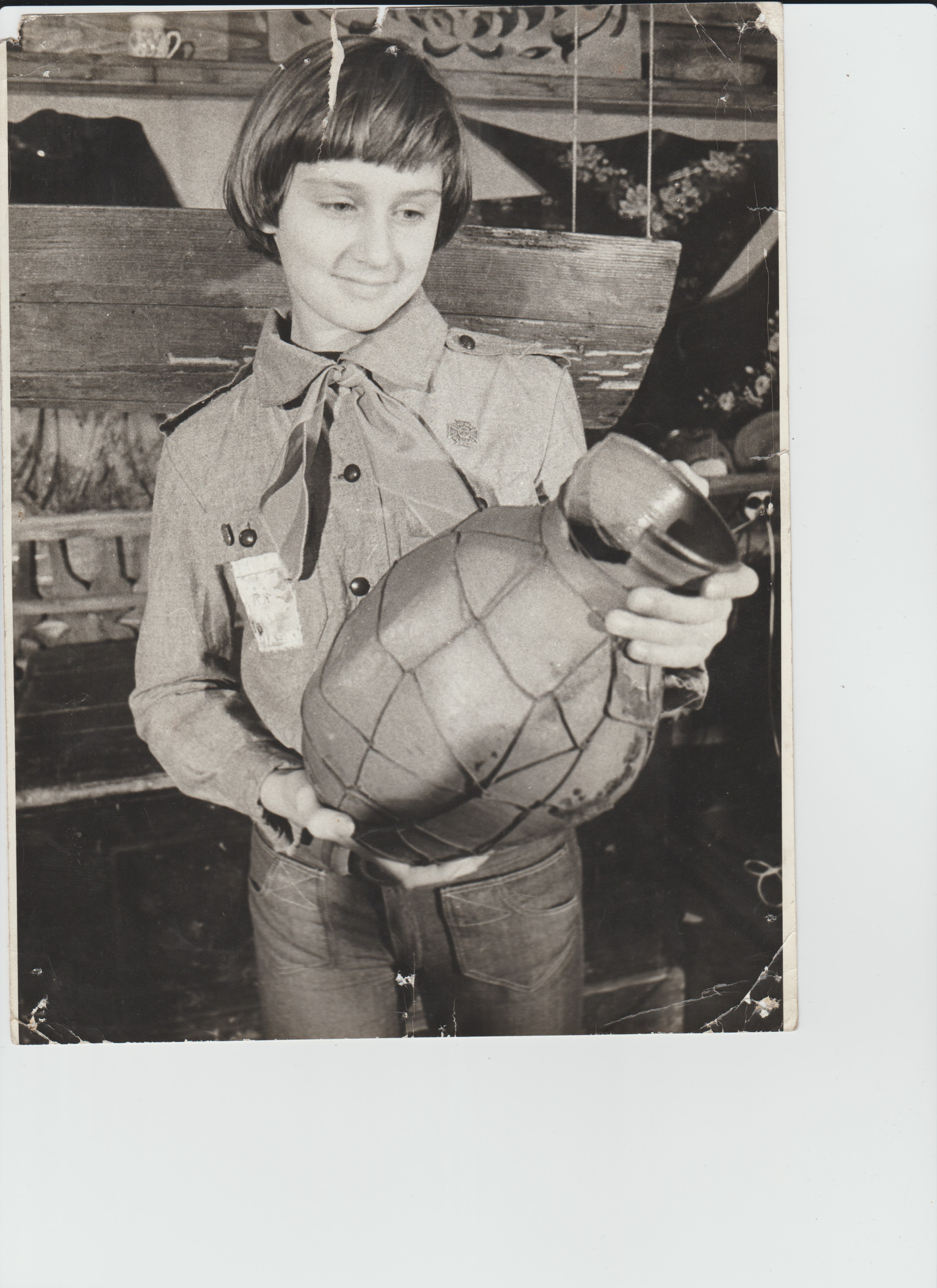
Harcerka opiekująca się eksponatami w muzeum
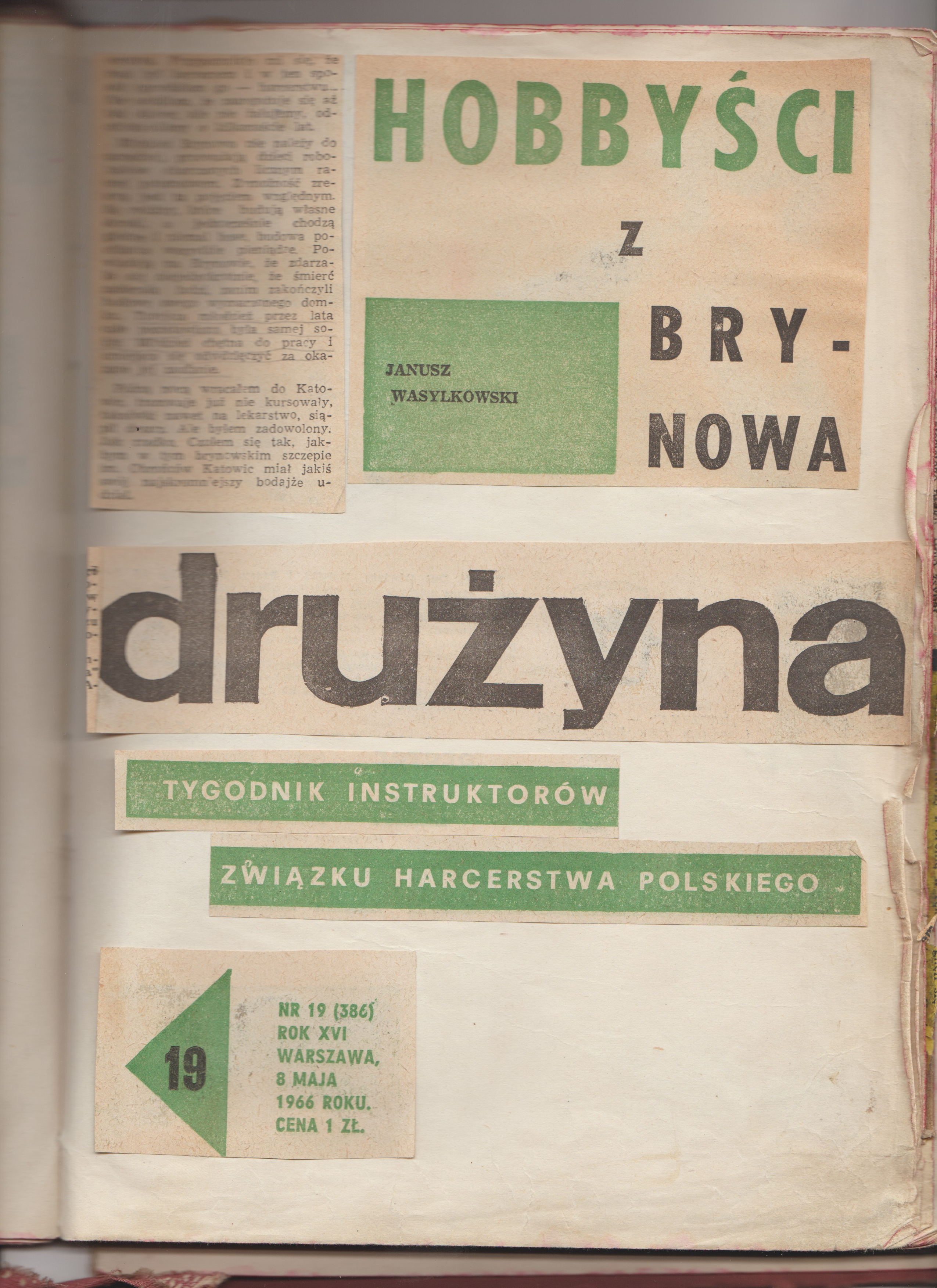
Wycinek prasowy z kroniki szczepu dotyczący działalności muzeum
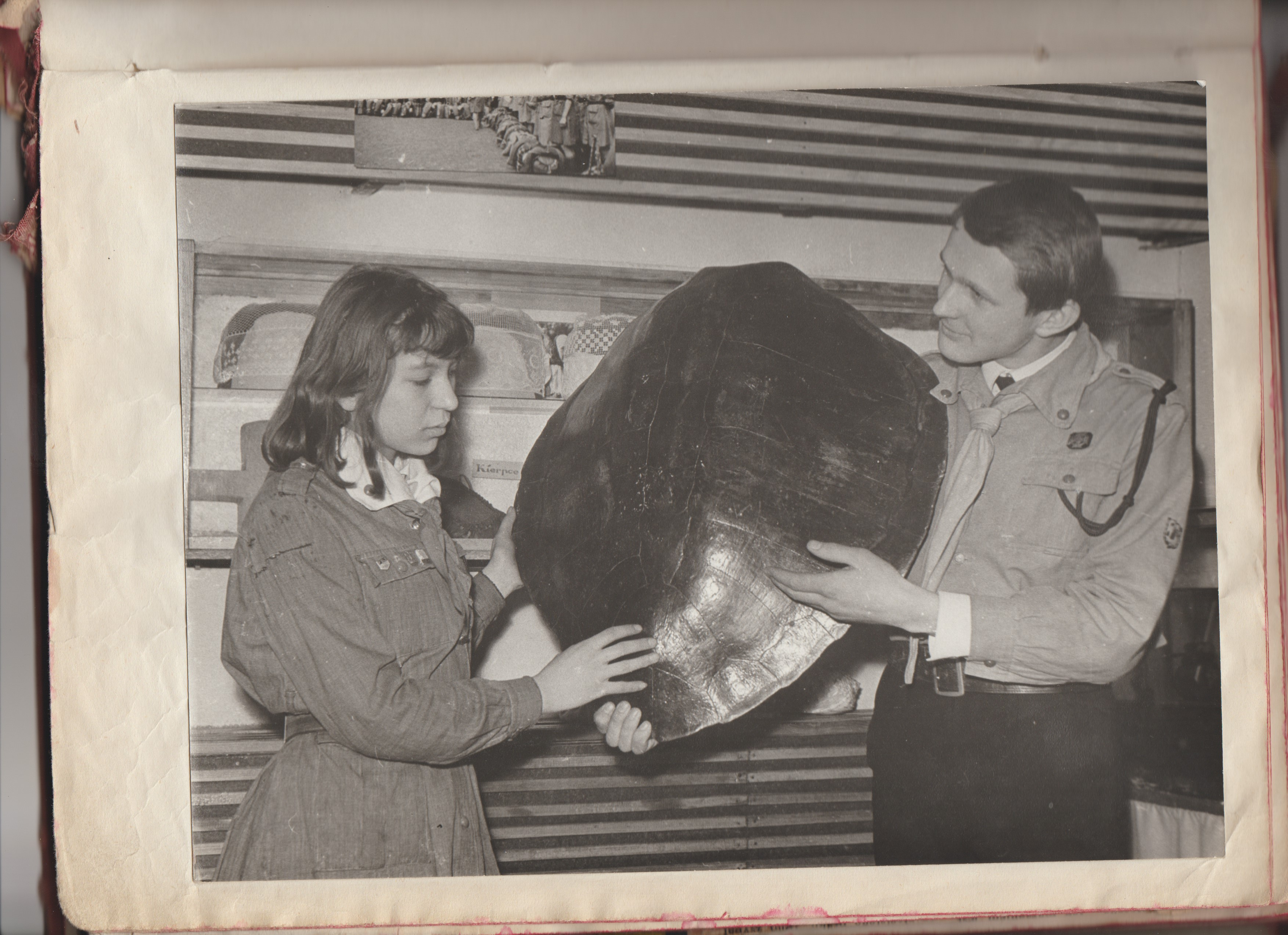
Skorupa żółwia z Gwinei, przywieziona przez Dudka